# Резолюция 116 на Съвета за сигурност на ООН
Резолюция 116 на Съвета за сигурност на ООН е приета на 26 юли 1956 г. по повод кандидатурата на Тунис за членство в ООН. С Резолюция 116 Съветът за сигурност препоръчва на Общото събрание на ООН Тунис да бъде приет за член на Организацията на обединените нации.